# Jerzy Drucki Horski
Jerzy Drucki Horski herbu Druck (zginął na początku 1609 w Moskwie) – kniaź, wyznawca prawosławia.
Mąż Bohdany, córki Filona Kmity-Czarnobylskiego. 
Poseł na sejm 1596 i 1600 roku z województwa kijowskiego. Obrońca prawosławia, w 1596 roku uczestniczył w antysynodzie brzeskim. Urzędnik grodzki kniazia Michała Wiśnowieckiego w Owruczu. Wziął udział w awanturze Samozwańców.